# ناجنبندگی (جانورشناسی)

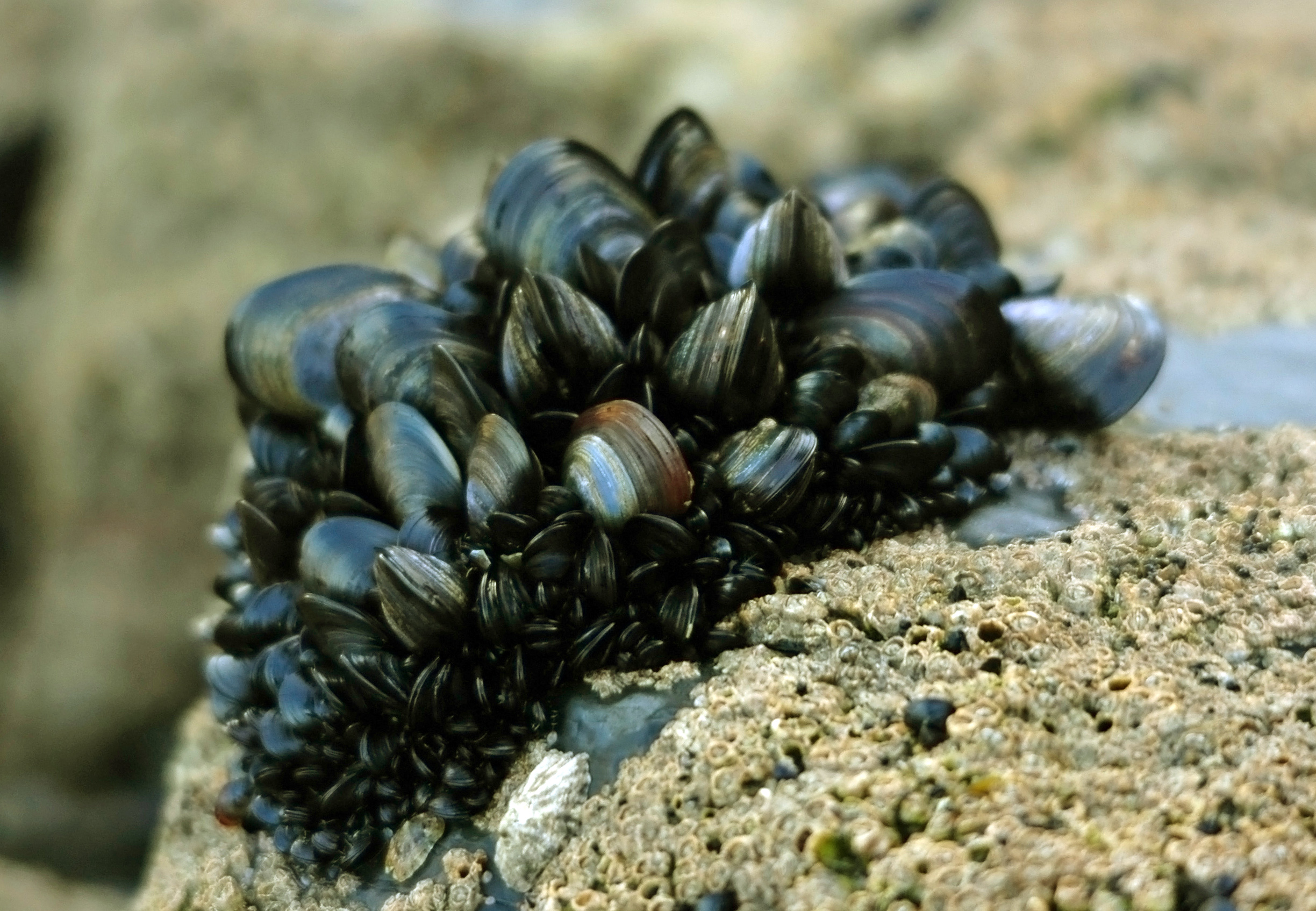
صدف کبود از جانوران ناجنبنده است که توده‌زیست نیز هست.

در زیست‌شناسی به جانورانی که به سطحی چسبیده‌اند و در زندگی خود جابه‌جایی ندارند، ناجُنبَنده یا بَرجا (به انگلیسی: Sessility) گفته می‌شود و این ویژگی ناجنبندگی نام دارد. ناجنبندگان معمولاً به سطحی ثابت مانند کف دریا، ساقه درخت یا یک صخره متصل‌اند. به جانورانی که ناجنبنده نیستند، جنبنده گفته می‌شود.
در حالی‌که ناجنبندگانی مانند کشتی‌چسب‌ها به بدنه کشتی‌ها می‌چسبند مرجان‌ها زیرلایه‌ای برای خود درست کرده و به آن اتصال می‌یابند.
جانداران برجا، معمولاً در جریان رویش خود مرحله‌ای جنبنده را نیز تجربه می‌کنند. برای نمونه اسفنج‌های دریایی مرحله لاروی جنبنده‌ای دارند اما پس از بلوغ بی‌حرکت می‌شوند. برعکس آن نیز اتفاق می‌افتد و برای نمونه بسیاری از عروس‌های دریایی زندگی خود را نخست به صورت گزنه‌وارهایی ناجنبنده آغاز می‌کنند و بعداً متحرک می‌شوند.
بسیاری از جانداران ناجنبنده ازجمله مرجان و هیدرا قادرند از طریق غنچه زدن، به صورت درجا تولیدمثل غیرجنسی داشته باشند.

## توده‌زیستی
توده‌زیستی clumping رفتاری است که برخی جانوران نشان می‌دهند مبنی بر این‌که افراد یک گونه خاص به صورت گروهی به صورت ناجنبنده در کنار و در نزدیکی هم سکونت پیدا می‌کنند که این برای همه افراد گروه مزایایی را دربردارد. این رفتار ازجمله در مرجان‌های دریایی، صدف‌های کبود و حشراتی به نام قرمزدانه دیده می‌شود.